# Vicente Peris
 (décembre 2022).
Si vous disposez d'ouvrages ou d'articles de référence ou si vous connaissez des sites web de qualité traitant du thème abordé ici, merci de compléter l'article en donnant les références utiles à sa vérifiabilité et en les liant à la section « Notes et références ».
Vicente Peris, (Segorbe, 1478 - Valence, 1522), fabricant de velours à Valence, fut le principal meneur de l'armée des agermanats durant la révolte des Germanías dans le royaume. 
À la tête de centaines de rebelles, il a participé à la chute des plus grandes villes du royaume de Valence. On connaît assez mal la vie personnelle de Vicente Peris, cependant de nombreux éléments historiques sont donnés dans le dernier volet du livre « Agermanats ». Il est, aux côtés de Guillen Sorolla et du bourgeois Joan Llorenç, l'un des héros valenciens du XVIe siècle.

## Biographie

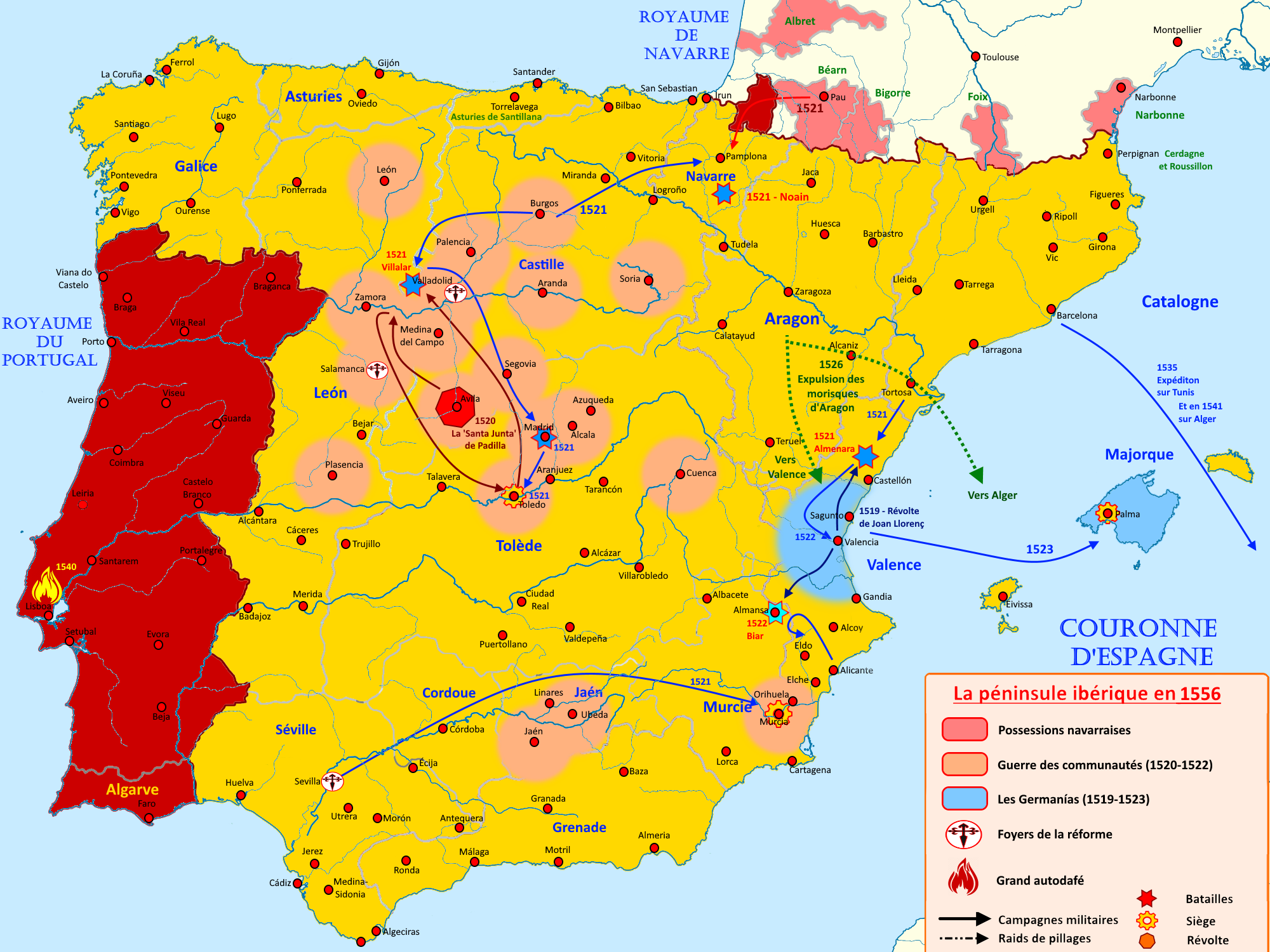
La révolte des Germanias (1519-1522).

Il succède à Joan Llorenç à la mort de celui-ci et entreprend de radicaliser un mouvement initialement corporatiste. Le 25 juillet 1521, Vicente Peris met en déroute le vice-roi de Valence, Diego Hurtado de Mendoza y Lemos, et ses chevaliers à Biar
Par la suite, le mouvement perd son unité et des discordes étaient apparues entre ses meneurs. Les campagnes militaires suivantes se concluent par des déroutes pour les agermanats. La nuit du 18 février 1522, dans une tentative désespérée, Vicente Peris s’introduit dans Valence, s’installant dans sa propre maison et rassemblant ses partisans; un dur combat dure durant toute la nuit dans les rues de Valence et un groupe de soldats finit par incendier sa maison. Vicente Peris se rend au capitaine Diego Ladrón de Guevara. Le 3 mars 1522, les troupes royales entrent définitivement dans Valence ; Vicente Peris et quelques-uns de ses plus proches compagnons sont exécutés. Seules les villes de Xàtiva et Alzira restent sous la domination des agermanats.